# 米餅搗大使主
米餅搗大使主命（たがねつきのおおおみのみこと）は、古墳時代の豪族・和珥氏の祖。米餅搗大臣命、鏨着大使主とも表記する。

## 概要
天足彦国押人命の6世孫にあたり、父は三韓征伐や忍熊王討伐に参加し、両面宿儺を平定したとされる難波根子建振熊命。
応神天皇にしとぎを作って献上したとの伝承がある。和珥氏、布留氏、大宅氏、小野氏、春日氏、柿本氏らの祖であり、小野氏の祖神を祀る小野神社などで祀られている。

## 解説
和珥臣らの祖として神社の伝承や『新撰姓氏録』、和珥氏の系図等には登場するものの、『記紀』には事績が記述されておらず、その詳細は不明。
小野神社では応神天皇妃の宮主宅媛（宮主矢河比売）の父として『記紀』にみえる日触使主命（丸邇之比布礼）が同一人物であるとする説を唱えている。しかし、和邇氏系図においては日触使主命は米餅搗大使主命の兄弟として記されている。また、元の名は中臣佐久命であり仁徳天皇13年に舂米部が定められた際に米餅舂大使主と称したとする説もある。一方で和邇氏系図では佐久の父である大矢田宿禰命と米餅搗大使主命とは兄弟であるとされているため、これに従うと佐久と米餅搗大使主命とは別人（甥と叔父）となる。
前述の米餅搗大使主命を小野氏の祖神として祀る小野神社の伝承によれば、餅の原形となるしとぎを最初に作った人物であり、これを応神天皇に献上したことがもとで米餅搗大使主の氏姓を賜ったとされるが、この名は諱号・通称であっても氏姓ではない。なお小野神社境内には小野氏系図として敏達天皇の皇子の春日皇子を起点とする系図も紹介している。
富士山本宮浅間大社の大宮司家（富士氏）の系図の米餅搗大臣命の注釈【若狭國三方郡和爾部神社是也】は、現在の福井県三方郡美浜町佐柿の日吉神社を指す。
表記は「米餅搗大臣」の他、『新撰姓氏録』においては「米餅搗大使主」「米餅舂大使主」「鏨着大使主」の三通りがある。「米餅」の訓は、「鏨」の訓である「たかね / たがね」とされるが、上記の餅の伝承に関連して「しとぎ」とする見解もある。

## 系譜
- 父：武振熊命[5]
- 兄弟：大矢田宿禰命[5]
- 子：木事命（丸邇之許碁登臣[6]） - 大宅臣祖[7]。

### 子孫の一部
特に太字は『新撰姓氏録』で米餅搗大使主の名が明記されている。
- 左京：大春日朝臣（もとは仲臣であり、後に糟垣が転じて春日となったとする）、小野朝臣、櫟井臣、和安部臣、山上朝臣
- 山城国：小野朝臣、粟田朝臣、小野臣、和邇部、大宅
- 大和国：柿下朝臣（柿本臣）、布留宿禰（もとは物部首）、久米臣
- 摂津国：井代臣（井出臣）、津門首、物部、羽束首
- 河内国：大宅臣、物部
- 右京未定雑姓：中臣臣